# Ås distrikt, Småland
Ås distrikt är ett distrikt i Gislaveds kommun och Jönköpings län. Distriktet ligger omkring Ås i västra Småland.

## Tidigare administrativ tillhörighet
Distriktet inrättades 2016 och utgörs av Ås socken och en del av Bolmsö socken i Gislaveds kommun.
Området motsvarar den omfattning Ås församling hade vid årsskiftet 1999/2000 och som den fick 1974 när en del av Bolmsö församling införlivades.

## Tätorter och småorter
I Ås distrikt finns tre småorter men inga tätorter. 

### Småorter
- Sunnaryd
- Tallberga
- Ås